# 交響曲第2番 (シューマン)
ロベルト・シューマンの交響曲第2番ハ長調作品61は、1845年から1846年にかけて作曲され、同年11月5日に、メンデルスゾーン指揮ライプツィヒ・ゲヴァントハウス管弦楽団によって初演された。シューマンが完成した交響曲としては、実質的に3番目にあたるが、2番目のものは後年改訂出版されて「第4番」とされたため、出版順序によって第2番となった。スウェーデン国王オスカル1世に献呈された。演奏時間約38分。
シューマンの交響曲の中で、最も遅く日本初演されたものであり、1963年3月29日、東京文化会館にてモーリス・ルルー指揮、日本フィルハーモニー交響楽団によって行われた。

## 作曲の経緯
1843年からロベルト・シューマンはフェリックス・メンデルスゾーンが設立したライプツィヒ音楽院で教鞭を執っていたが、次第に精神障害の症状に悩まされるようになり、1844年に辞任、同年12月にドレスデンへ移った。ドレスデンでは当時同地の宮廷楽長であったリヒャルト・ワーグナーやフェルディナント・ヒラーらと交際し、ヨハン・ゼバスティアン・バッハの研究にも再び取り組んでいる。しかし、病状は好転しなかった。1845年7月にピアノ協奏曲イ短調を完成させたシューマンは、9月にメンデルスゾーンに宛てた手紙に「ハ長調のトランペットが頭に響いている。」と書いており、このころから交響曲の作曲に取りかかったと見られる。12月にはスケッチが完了、翌1846年にオーケストレーションが完成した。シューマンのほとんどの交響曲は短期間で一気に書かれているが、この曲の作曲期間は比較的長期にわたっている。

## 楽器編成
フルート2、オーボエ2、クラリネット2、ファゴット2、ホルン2、トランペット2、トロンボーン3、ティンパニ、弦五部。

## 楽曲構成

### 第1楽章 Sostenuto assai - Allegro ma non troppo
ハ長調。序奏付きのソナタ形式（提示部反復指定あり）。序奏は6/4拍子、49小節。弦のなだらかな動きの上に、トランペットが付点付きの5度跳躍動機を示す。この動機は全曲の統一動機として、随所に現れる。第1主題の動機を予告しながら切迫するが、いったん落ち着き、気分を整えたところで主部にはいる。主部は3/4拍子。第1主題は序奏で現れた動機の反復による、軽快なもの。第2主題はあまり明瞭には認められず、第1主題から派生した音階の上昇・下降によっている。コデッタも第1主題のリズムから派生したものである。展開部は序奏のなだらかな音型も示され、上記シューマン自身の説明にあるように闘争的で、特定の音型、リズムが何度も繰り返し現れる。前半は推移部の素材や第2主題が中心に扱われ、後半になると第1主題も現れてクライマックスを形成していく。245小節からの再現部では第1主題はより強圧的になっているが、後は型どおりに進行する。309小節からのコーダでは序奏のトランペット動機が現れる。

### 第2楽章 Scherzo. Allegro vivace
ハ長調。2/4拍子。二つのトリオを持つA-B-A-C-A-Codaのスケルツォ。弦によるスケルツォ主題は同一音型の繰り返しが多く、めまぐるしい。第1の中間部はト長調、3連符の柔和なもの。第2の中間部は穏やかだが推進性を持つ。コーダではトランペットによる統一動機が現れる。

### 第3楽章 Adagio espressivo
ハ短調。2/4拍子。A-B-A-C-A-B-A-Codaのロンド形式。主部はヴァイオリンが半音階的な、愁いに満ちた旋律を奏し、各楽器が歌い継ぐ。第1副主題(B)はホルンの分散音風音形、木管の音階的な簡単な音形の繰り返しからなる。第2副主題(C)も弦のスタッカートと切分音が特徴的だがエピソード的で短い。

### 第4楽章 Allegro molto vivace
ハ長調。2/2拍子。展開部を欠いたソナタ形式に長大なコーダという自由な形式。牽引するような短い前奏に続いて躍動的な第1主題が出る。第2主題は第3楽章の歌謡主題に基づく。すぐに第1主題が再現するが、前奏の動機が展開され、第2主題の反行形につづいて統一動機が現れる。曲はしぼむようにいったんハ短調に収束される。ここから木管が新しい主題を示すところからがコーダと見られるが、第2部ともいえるほど長大。音楽は次第に力を取り戻し、新しい主題が賛歌のように歌い継がれ、前奏の動機を繰り返して高揚する。コーダの主題と統一動機が掛け合うようにすすみ、壮麗になって、ティンパニの連打を経て輝しく終わる。

## オーケストレーションの変更・改訂
他のシューマンの交響曲と同様に、かつては様々な指揮者が様々なオーケストレーションの変更を行っていた。その中で最も過激な変更を行ったのがマーラーであり、終楽章コーダでは大幅なカットを施している。このマーラー版の録音としてはチェッカート、シャイー（ライプツィヒ・ゲヴァントハウス管弦楽団との新盤）、スダーンのものが存在するが、チェッカートが終楽章のカットをそのまま採用しているのに対しシャイー、スダーンはカットを採用していない。またトスカニーニも、終楽章のカットは採用していないがマーラー版のオーケストレーションの多くを採用している。またレヴァインの録音（ベルリンフィルとの新盤）がマーラー版であるとされて販売されたことがあったが、実際はほぼ原典版通りの演奏である。